# جنیا والتون
جنیا والتون (انگلیسی: Genneya Walton؛ زاده ۲۲ فوریه ۱۹۹۹) بازیگر آمریکایی است.
جنیه والتون در شیکاگو، ایلینوی زاده شد. او کار خود را به عنوان یک رقصنده در سن ۷ سالگی آغاز کرد.
او در فیلم خیابان کندی کین بازی کرده‌است.